# Гомиш, Карлуш Жуниор
Карлуш Домингуш Гомиш Жуниор (порт. Carlos Domingos Gomes Júnior; род. 19 декабря 1949, Болама, Португальская Гвинея) — бисаунский политический и государственный деятель, премьер-министр Гвинеи-Бисау с 10 мая 2004 по 2 ноября 2005 года и с 2 января 2009 по 10 февраля 2012 года.

## Карьера
С 2002 года является президентом Африканской партии за независимость Гвинеи и Кабо-Верде (ПАИГК) и широко известен под именем Кадого (порт. Cadogo).
1 апреля 2010 года премьер-министра Карлуша Жуниора Гомиша взяли под стражу устроившие мятеж военные. После того, как жители столицы вышли на демонстрацию в его защиту, военные освободили его.
13 апреля 2012 года, являясь лидером первого тура досрочных президентских выборов (в связи со смертью президента Малам Бакай Санья), Гомиш был арестован в ходе военного переворота; в конце апреля выслан в Кот-д’Ивуар.
В конце второго десятилетия XXI века он вернулся на родину. Принял участие в президентских выборах Гвинеи-Бисау в конце 2019 года.